# Red, White & Blues
Red, White & Blues — восьмой альбом группы The Blues Brothers, выпущенный в 1992 году. Это их единственный студийный альбом, кроме саундтреков из фильмов Братья Блюз (1980) и Братья Блюз 2000 (1999). Это также единственный альбом, который содержит оригинальный материал, такой как «Red, White & Blues» и «Can’t Play the Blues (In an Air-Conditioned Room)».
| Оценки критиков | Оценки критиков                                |
| Источник        | Оценка                                         |
| --------------- | ---------------------------------------------- |
| AllMusic        | [Red, White & Blues (англ.) на сайте AllMusic] |

## Список композиций
1. «You Got the Bucks» — 3:30
2. «Red, White & Blues» — 3:55
3. «Can’t Play the Blues (In an Air-Conditioned Room)» — 3:15
4. «Early in the Morning» — 3:39
5. «One Track Train» — 4:16
6. «Boogie Thing» — 3:37
7. «Never Found a Girl» — 5:51
8. «Trick Bag» — 4:25
9. «Take You and Show You» — 4:08
10. «Big Bird» — 4:58

## Участники
- Элвуд Блюз — губная гармоника, бэк-вокал, ведущий вокал on track 2
- Стив «The Colonel» Кроппер — гитара
- Дональд «Duck» Данн — бас-гитара
- Лу «Blue Lou» Марини — саксофон-тенор, саксофон-альт
- Мэтт «Guitar» Мёрфи — соло-гитара
- Алан «Mr. Fabulous» Рубин — труба
- Эдди Флойд — ведущий вокал
- Larry Thurston — ведущий вокал
- Danny «G-Force» Gottlieb — ударные
- Birch Johnson — тромбон
- Leon Pendarvis — клавишные, фортепиано, бэк-вокал, музыкальный руководитель